# Nemakščiai
Nemakščiai (deutsch Niemexen) ist ein Städtchen (miestelis) mit 905 Einwohnern (2001) in der Rajongemeinde Raseiniai, Bezirk Kaunas in Litauen. Der Ort ist Sitz des Amtsbezirks Nemakščiai.
Die katholische Kirche Zur heiligen Dreifaltigkeit wurde von 1990 bis 2002 neuerbaut. Es gibt die Martynas-Mažvydas-Mittelschule, eine Bibliothek und ein Postamt (LT-60040).

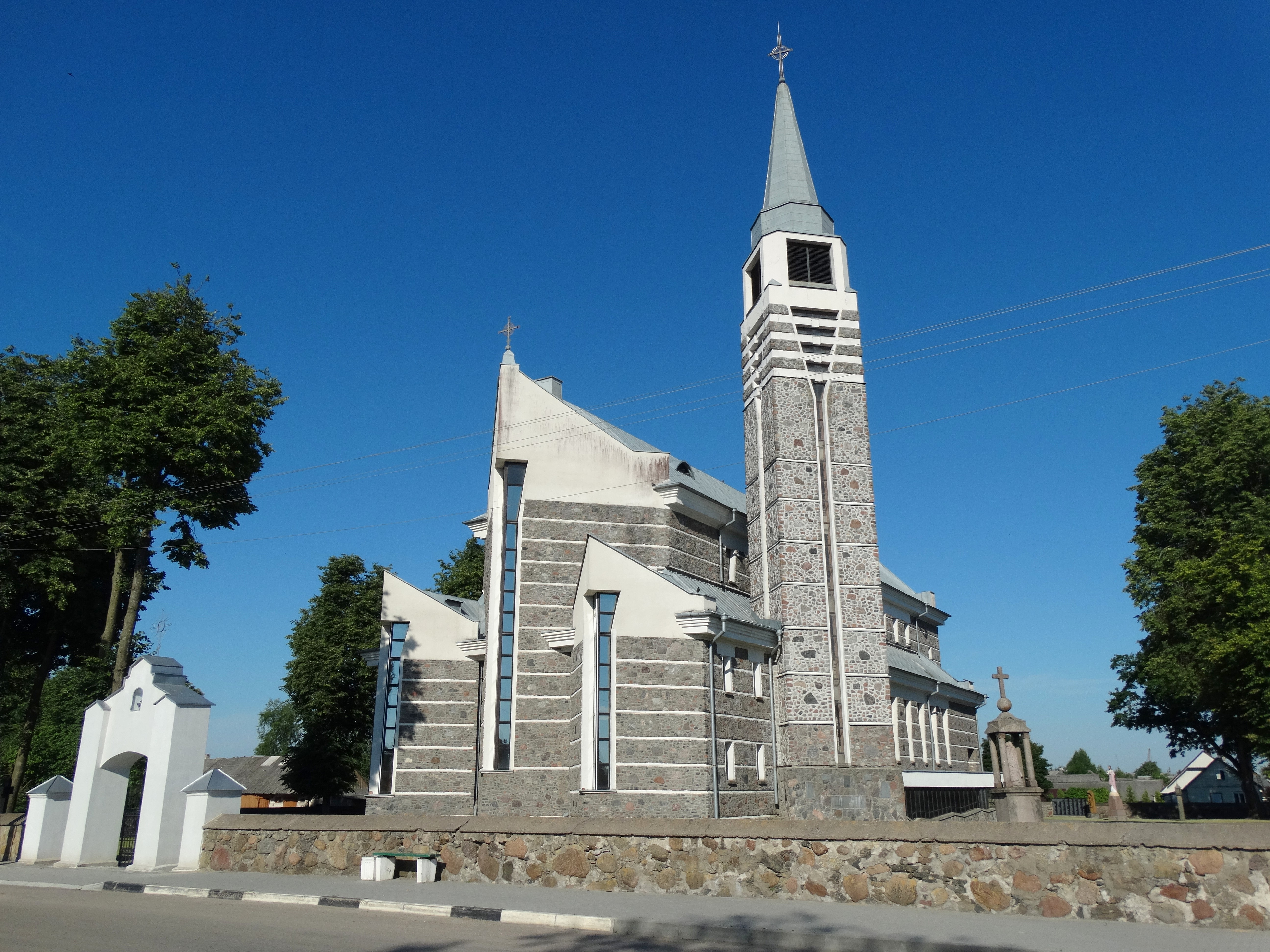
Dreifaltigkeitskirche Nemakščių
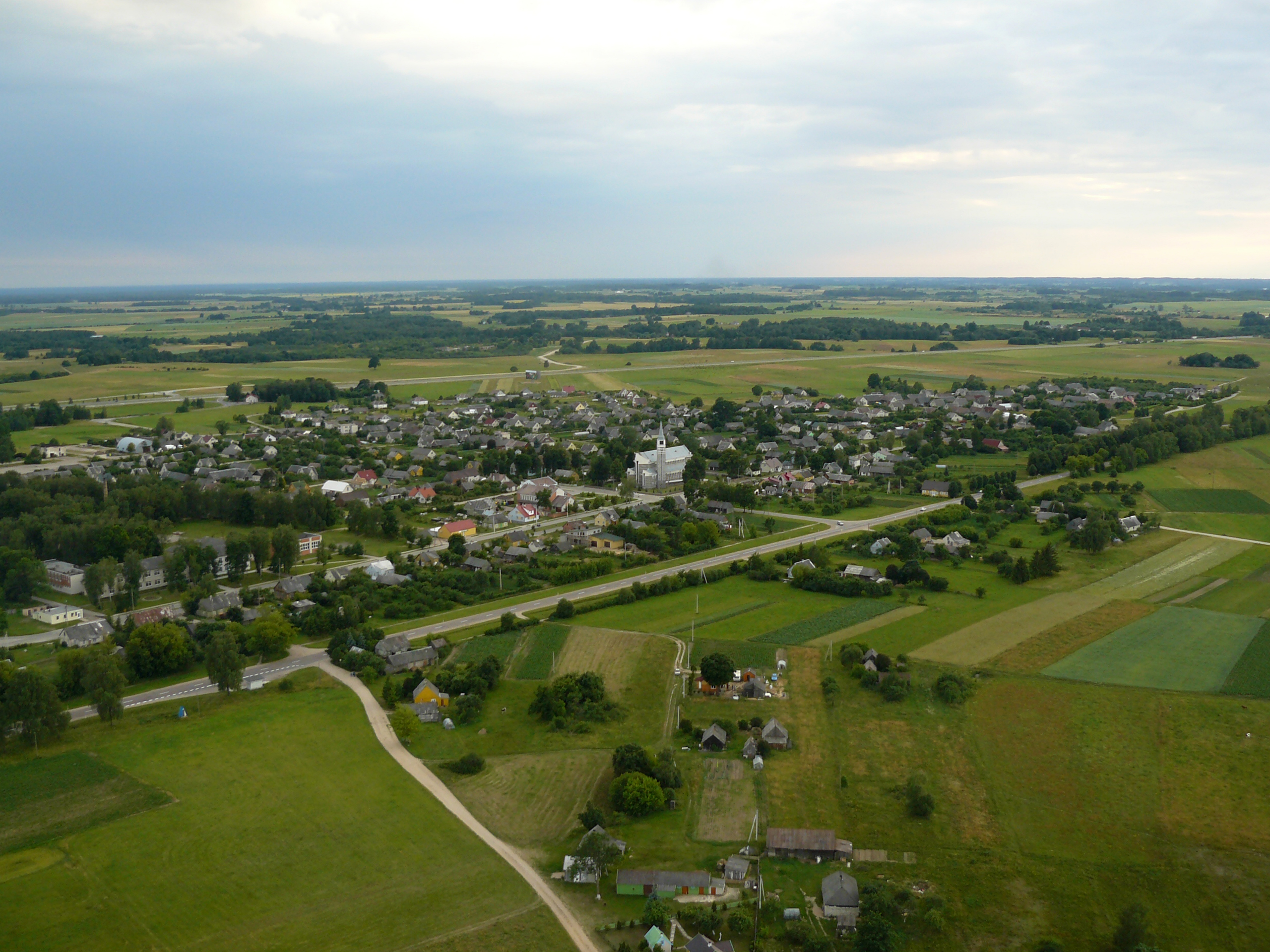
Nemakščių aus der Luft